# Antelià
L'Antelià és una cultura arqueològica del Paleolític superior que es va desenvolupar al Pròxim Orient el període que abasta del 32.000 BP al 12.000 BP. Aquesta cultura prehistòrica es troba representada en jaciments del Líban, Palestina i Síria, i representa una evolució de la cultura ermirana. La innovació més important d'aquest període és la incorporació d'alguns elements típics de l'aurinyacià, per això avui se la coneix també amb el nom d'"aurinyacià llevantí". L'antelià es caracteritza per la forta presència de burins i puntes de ganivet de fulla estreta que s'assemblen al tipus europeu de Font-Yves.
L'aparició de la cultura kebariana, de tipus microlític, va implicar una ruptura significativa de la continuïtat cultural del Paleolític superior llevantí.

## Fases descrites
- Paleolític superior III (antelià inferior).
- Paleolític superior IV (antelià superior): proliferació del burí i disminució del nombre de puntes del tipus Font-Yves. Primer (i gairebé únic) ús d'ossos com a eines a la regió; tanmateix representen una presència molt baixa.
- Paleolític superior V (athlitià): especialització de l'antelià amb un augment de la presència de ganivets châtelperronians, molt típics del període ermirà.